# Liste der Studentenverbindungen in Höxter
Die Liste der Studentenverbindungen in Höxter verzeichnet die aktiven, suspendierten und erloschenen Studentenverbindungen in Höxter. Sie sind an der Technischen Hochschule Ostwestfalen-Lippe mit Standort Höxter ansässig.

## Aktive Verbindungen
Sie sind nach dem Gründungsdatum sortiert.
|  |
|  |
|  |
|  |
|  |

|  |
|  |
|  |
|  |
|  |

|  |
|  |
|  |
|  |
|  |

|  |
|  |
|  |
|  |
|  |

f.f. = farbenführend, ansonsten farbentragend

## Örtliche Zusammenschlüsse
Der Farbenring Höxter (FH) ist ein Zusammenschluss aus den vier Studentenverbindungen in Höxter. Er wurde am 8. Juni 1925 gegründet und am 2. Nov. 1954 wiedergegründet. Er hat die Farben rot-hellgrün-hellblau-weiß.
Der Kongress ist ein Zusammenschluss der Holzmindener und Höxteraner Verbindungen, welcher am 30. Mai 1953 durch die erste Konkresskneipe gegründet wurde.